# ノーセスク伯爵
ノーセスク伯爵(英:Earl of Northesk)は英国の伯爵、貴族、スコットランド貴族爵位。1662年にジョン・カーネギーが叙されたことに始まる。
なお、彼の兄デイヴィッドは初代サウセスク伯爵にあたる。

## 歴史

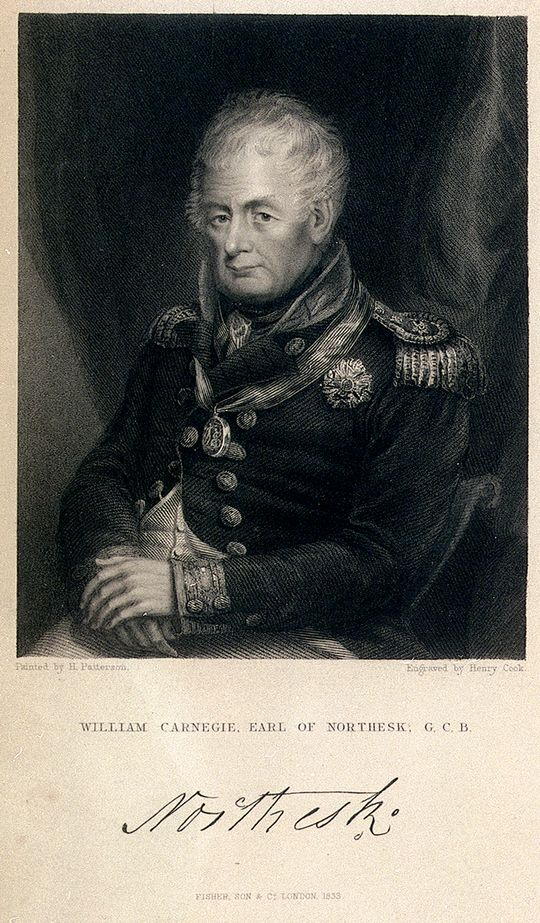
7代伯ウィリアム・カーネギー

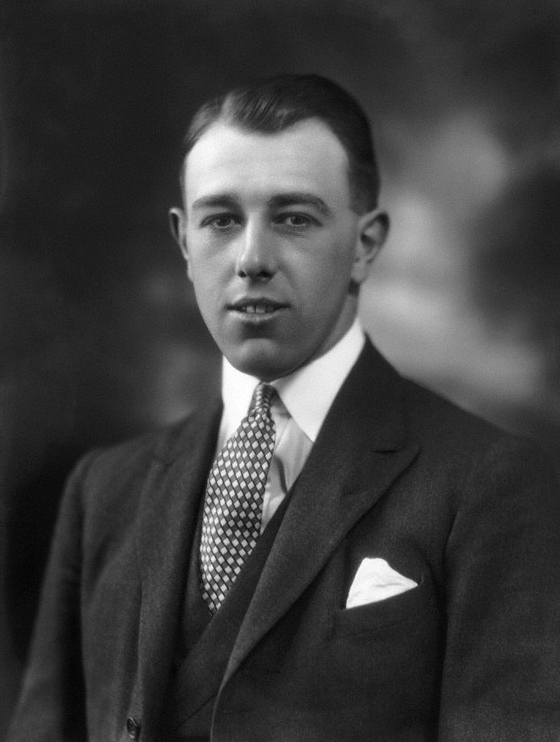
11代伯デイッヴィド・カーネギー
スケルトン選手として活躍し、1928年冬季五輪で銅メダルを獲得した。

ジョン・カーネギー(1580?– 1667)は1639年にロアー卿(Lord Lour)に、1647年にエシー伯爵(Earl of Ethie)に叙されたが、イングランド王政復古後の1666年に前記の2爵位を放棄する代わりにノーセスク伯爵(Earl of Northesk)の及びローズヒル=イングリスモールディ卿(Lord Rosehill and Inglismaldie)の叙爵を受けた。なお、先官の礼をもってノーセスク伯爵位は1647年に創設されたものとみなされる。
初代伯のひ孫にあたる4代伯は1708年から1715年までスコットランド貴族代表議員に選出されたため、貴族院議員を務めた。彼の息子である5代伯は生涯未婚であったため、弟のジョージが6代伯として爵位を襲った。
6代伯はイギリス海軍の提督として名をはせて白色大将に昇進している。 
さらにその息子である7代伯もイギリス海軍に入隊、トラファルガー海戦では白色少将として戦列艦ブリタニアを坐乗艦にして参加した。
9代・10代伯・11代伯はいずれもスコットランド貴族代表議員に選ばれている。
11代伯はスケルトンの選手として活躍して1928年サンモリッツオリンピックでは銅メダルを獲得している。
12代伯以降は1963年貴族法によりスコットランド貴族は自動的に貴族院の登院が認められたため、議席を置いていた。 
14代伯は保守党に属して、1999年の貴族院法制定以降も貴族院に籍を置く92人の世襲貴族の一人であり、その死までその地位にあった。 
一族のかつての邸宅はスコットランド、アンガス州アーブロウス近郊のエシー城(Ethie Castle)であった。

## 現当主の保有爵位
現当主である第15代ノーセスク伯爵パトリック・チャールズ・カーネギーは以下の爵位を有する。
- 第15代ノーセスク伯爵(15th Earl of Northesk)
(1647年11月1日の勅許状によるスコットランド貴族爵位)
- 第15代ローズヒル及びイングリスモールディー卿(15th Lord Rosehill and Inglismaldie)
(1639年4月20日の勅許状によるスコットランド貴族爵位)

## ノーセスク伯爵 (1647)

歴代ノーセスク伯爵爵爵の紋章

- 初代ノーセスク伯爵ジョン・カーネギー (c.1580–1667)
- 第2代ノーセスク伯爵デイヴィッド・カーネギー (1627?–1679)
- 第3代ノーセスク伯爵デイヴィッド・カーネギー(1643–1688)
- 第4代ノーセスク伯爵デイヴィッド・カーネギー(1685?-1729)
- 第5代ノーセスク伯爵デイヴィッド・カーネギー (1701–1741)
- 第6代ノーセスク伯爵ジョージ・カーネギー (1716–1792)
- 第7代ノーセスク伯爵ウィリアム・カーネギー（英語版）(1758–1831)
- 第8代ノーセスク伯爵ウィリアム・ホープタウン・カーネギー（英語版）(1794–1878)
- 第9代ノーセスク伯爵ジョージ・ジョン・カーネギー（英語版）(1843–1891)
- 第10代ノーセスク伯爵デイヴィッド・ジョン・カーネギー（英語版）(1865–1921)
- 第11代ノーセスク伯爵デイヴィッド・ラドヴィック・ジョージ・ホープタウン・カーネギー（英語版）(1901–1963)
- 第12代ノーセスク伯爵ジョン・ダグラス・カーネギー（英語版）(1895–1975)
- 第13代ノーセスク伯爵ロバート・アンドリュー・カーネギー（英語版）(1926–1994)
- 第14代ノーセスク伯爵デイヴィッド・ジョン・マックリー・カーネギー（英語版）(1954–2010)
- 第15代ノーセスク伯爵パトリック・チャールズ・カーネギー（英語版）(1940-)

推定相続人は現当主の弟であるコリン・デイヴィッド・カーネギー(1942-)。
推定相続人の法定推定相続人はその息子であるチャールズ・アレクサンダー・カーネギー(1975-)。